# ریچارد دکمجیان
ریچارد هرایر دکمجیان (ارمنی: Ռիչարդ Հրայր Դոքմեջյան؛ انگلیسی: Richard Dekmejian زاده ۱۹۳۳) استاد علوم سیاسی ارمنی-آمریکایی در دانشگاه کالیفرنیای جنوبی بود که در ۲۰۱۷ بازنشسته شد.
وی مؤلف کتاب اصولگرایی در دنیای عرب (به انگلیسی: Islam in Revolution: Fundamentalism in the Arab World) است.

## زندگی‌نامه
وی در سال ۱۹۳۳ میلادی در حلب به دنیا آمد. وی مدرک بی‌ای از دانشگاه کنتیکت، مدرک ام‌ای را از دانشگاه بوستون و مدرک پی‌اچ‌دی را از دانشگاه کلمبیا اخذ نموده‌است. دکمجیان همچنین به صورت افتخاری در نیروی زمینی ایالات متحده آمریکا نموده‌است و به فرانسه اعزام شده‌است.